# Karl Eugen af Württemberg
Karl Eugen af Württemberg (11. februar 1728, Brussels – 24. oktober 1793, Hohenheim, Stuttgart) var den ældste søn efter Karl Alexander og Maria Augusta Anna af Thurn und Taxis. Han regerede som hertug af Württemberg fra 1737 til sin død i 1728. Han blev efterfulgt af hans yngre bror Ludvig Eugen